# Paulette Laurent
Pour les articles homonymes, voir Laurent.
Paulette Laurent, née le 8 mars 1926 à Schiltigheim et morte le 10 décembre 2018 à Annecy, est une athlète française.

## Carrière
Paulette Laurent est 10e de la finale du lancer du poids féminin aux Jeux olympiques d'été de 1948 à Londres.
Elle est sacrée championne de France du lancer du disque en 1953 et en 1955 à Colombes.